# DAF Siluro
Der DAF Siluro ist ein Konzeptfahrzeug auf Basis des DAF 55. Giovanni Michelotti entwarf und baute es in Zusammenarbeit mit DAF. Es wurde im März 1968 auf dem Genfer Auto-Salon der Öffentlichkeit präsentiert.
Der Siluro (dt. Torpedo) ist eines der ersten Autos mit einer Keilform. Der Zweisitzer hat wie der DAF 55 einen Renault-Vierzylinderottomotor mit 1108 cm³ und ein DAF-Variomatic-Getriebe. Der einzig gebaute Prototyp steht heute nach bewegter Geschichte im DAF-Museum. Nach Michelottis Tod 1980 wurde der Wagen zunächst im Garten von Michelottis Sohn abgestellt, bis ihn  ein Autohändler aus Deutschland kaufte. Später erwarb das DAF-Museum das  Fahrzeug und restaurierte es, was wegen der durch Rost geschädigten Karosserie mehrere Jahre dauerte. 2005 wurde der Siluro auf der Amsterdam RAI ausgestellt und ist heute im DAF-Museum in Eindhoven zu sehen.